# Abbaye de Canonsleigh
L'abbaye de Canonsleigh est un prieuré augustin de la paroisse de Burlescombe, dans le Devon.

## Histoire

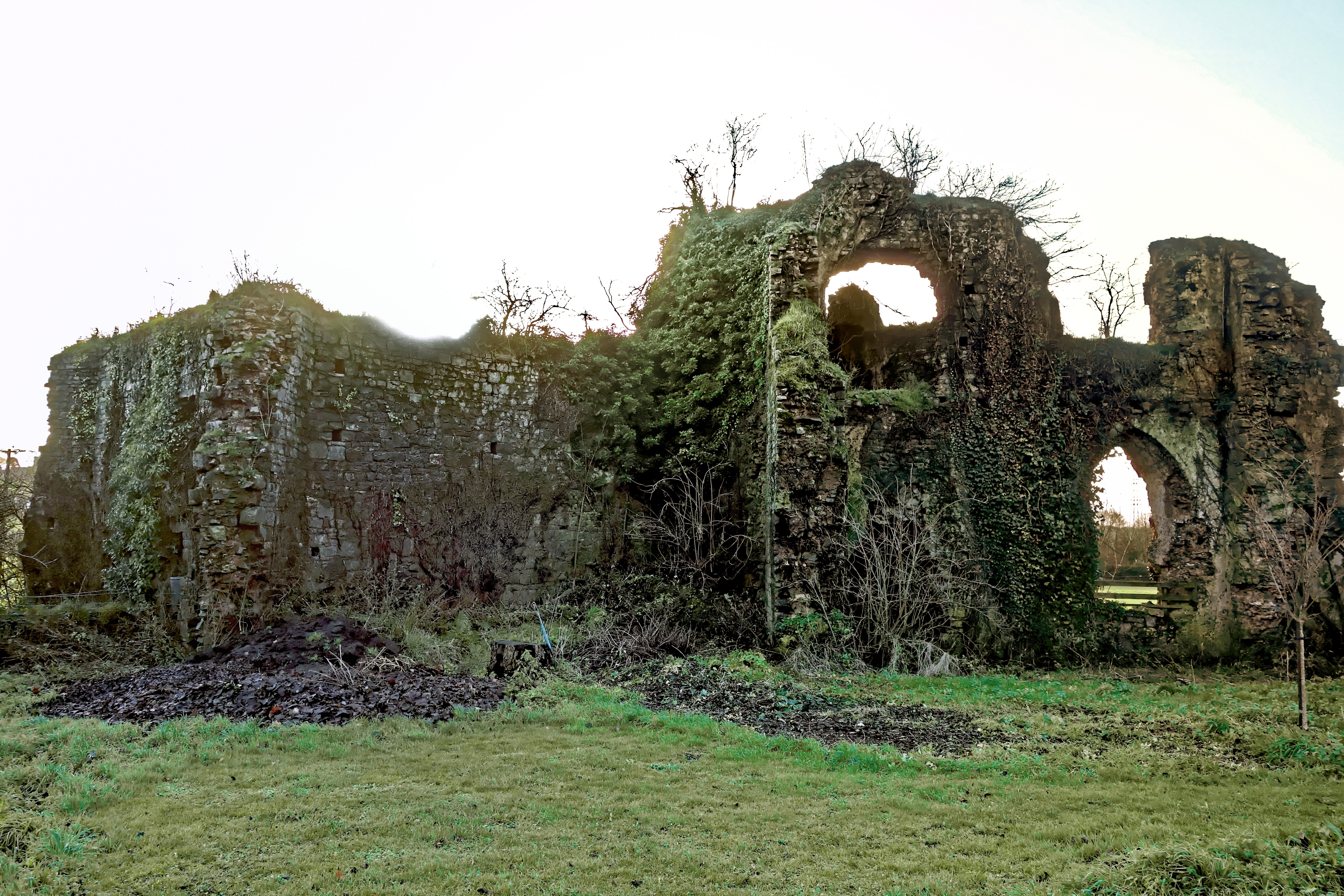
Ruine de l'abbaye.

Le prieuré est fondé vers 1170 par Walter de Claville, lord of the manor de Burlescombe, pour les chanoines augustins réguliers du Prieuré de la Bienheureuse Vierge Marie et de Saint Jean l'Évangéliste. Il semble être un descendant de Walter de Claville (en), l'un des 52 locataires en chef du Domesday Book du roi Guillaume le Conquérant, qui possédait 32 propriétés foncières dans le Devon. Le nom anglo-saxon d'origine du site donné par Walter II, est Leigh (Domesday Book Leige), qui après la fondation de l'abbaye est connu sous le nom de Canons' Leigh et est latinisé par les scribes médiévaux en Leigh Canonicorum (c'est-à-dire Leigh des chanoines), aujourd'hui Canonsleigh.
En 1285, les chanoines sont expulsés lorsque la veuve Maud de Lacy, comtesse de Gloucester (morte en 1289), ancienne épouse de Richard de Clare, 6e comte de Gloucester (mort en 1262), refonde l'établissement en couvent sous le nom d'église abbatiale de la Bienheureuse Vierge Marie, Saint Jean l'Évangéliste et Sainte Etheldrède. En 1286, l'abbesse reçoit l'autorisation d'organiser des marchés hebdomadaires. Elle n'est pas particulièrement riche. Le nombre de documents historiques qui subsistent sur cet établissement n'est pas important, ce qui limite la connaissance complète de son histoire. Cependant, les recherches récentes d'Atkinson ont beaucoup enrichi son histoire connue.
Parmi les possessions de l'abbaye de Canonsleigh se trouve Netherton (Farway).
L'abbaye est supprimée en 1539 lors de la dissolution des monastères. De son histoire ultérieure, en septembre 1546, Richard Grenville, de Stowe (Kilkhampton), Cornwall et Bideford, et Roger Blewett de Holcombe Rogus paient près de 1 170 £ pour les manoirs de Canonsleigh à Burlescombe et Tynyell à Landulph.
Les vestiges actuels se composent d'une petite guérite du XVe siècle dotée de deux grandes arches et, à l'est, d'autres fragments comprenant des bâtiments en ruine, les vestiges d'un reredorter (lavabos communs) et un possible mur sud de la rangée orientale de bâtiments.